# نشانه‌گذاری Z

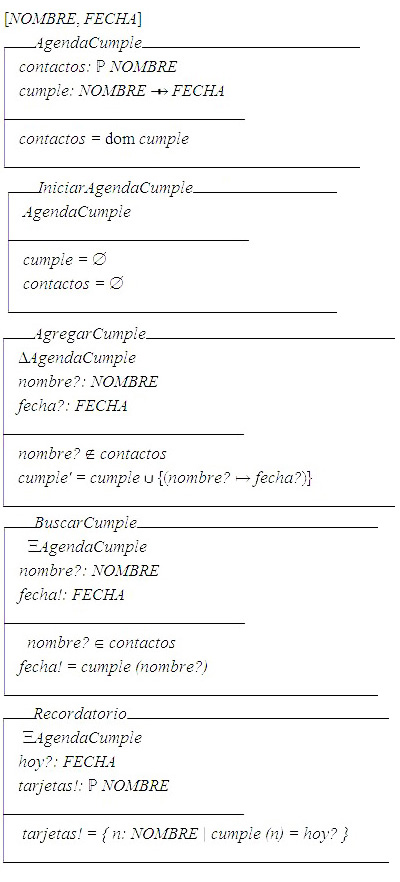
یک مثال از یک مشخصات رسمی (به زبان اسپانیایی) با استفاده از نشانه‌گذاری Z.

نشانه‌گذاری Z یک زبان مشخصات رسمی است که برای توصیف و مدل سازی سیستم‌های محاسباتی استفاده می‌شود. هدف آن توصیف مشخصات واضح از برنامه‌های کامپیوتری و به‌طور کلی سیستم‌های مبتنی بر کامپیوتر است.

## تاریخچه
در سال ۱۹۷۴، جین-ریموند ابریل «معناشناسی داده» را منتشر کرد. او از یک نماد استفاده کرد که بعدها تا پایان دهه ۱۹۸۰ در دانشگاه گرونوبل تدریس می‌شد، در حالی که در EDF (Électricité de France), ابریل یادداشت‌های داخلی در Z نوشت. نشانه‌گذاری Z در سال ۱۹۸۰ در کتاب Méthodes de programmation استفاده شده‌است.
Z در اصل در سال ۱۹۷۷ توسط ابریل با کمک استیو شومان و برتراند مایر پیشنهاد شد. به علاوه آن در گروه برنامه‌نویسی تحقیقاتی در دانشگاه آکسفورد که ابریل در آن در اوایل دهه ۱۹۸۰ مشغول به کار بود توسعه یافت.
ابریل گفت: Z نام گرفته‌است "چون آن زبان نهایی است!" اگر چه نام "Zermelo" نیز با نشانه‌گذاری Z مرتبط است زیرا از نظریه مجموعه Zermelo–Fraenkel استفاده می‌کند.

## استفاده و نشانه‌گذاری
Z بر اساس استاندارد ریاضی نشانه‌گذاری است و در برهان نظریه مجموعه، حساب لامبدا، و اولین سفارش منطق گزاره‌ها استفاده می‌شود. همه عبارات در نشانه‌گذاری Z تایپ می‌شوند در نتیجه از برخی از پارادوکس‌های ساده و بی تکلف نظریه مجموعه اجتناب می‌شود. Z شامل کاتالوگ استاندارد شده‌ای (به نام جعبه ابزار ریاضی) از توابع ریاضی و گزاره‌هایی است که توسط Z تعریف شده‌اند.
اگر چه نشانه‌گذاری Z (درست مثل زبان ای‌پی‌ال، مدت‌ها قبل از آن) از نمادهای غیر اسکی زیادی استفاده می‌کند، مشخصات شامل پیشنهادهایی برای ارائه نمادهای نشانه‌گذاری Z در اسکی و لاتکس است. همچنین رمزگذاری یونیکد برای تمامی نمادهای استاندارد Z وجود دارد.

## استانداردها
سازمان بین‌المللی استانداردسازی در سال ۲۰۰۲ تلاش استانداردسازی Z را تکمیل می‌کند. این استاندارد و اصلاحیه فنی از ISO به صورت رایگان در دسترس هستند:
- استاندارد در دسترس عموم است از ISO ITTF سایت رایگان و به‌طور جداگانه در دسترس برای خرید از سایت ISO؛
- اصلاحیه فنی از سایت ISO به رایگان در دسترس است.

## برای مطالعهٔ بیشتر
- Spivey, John Michael (1992). The Z Notation: A reference manual. International Series in Computer Science (2nd ed.). Prentice Hall. Archived from the original on 9 October 2008. Retrieved 29 November 2017.
- Davies, Jim; Woodcock, Jim (1996). Using Z: Specification, Refinement and Proof. International Series in Computer Science. Prentice Hall. ISBN 0-13-948472-8. Archived from the original on 27 June 2009. Retrieved 29 November 2017.
- Bowen, Jonathan (1996). Formal Specification and Documentation using Z: A Case Study Approach. International Thomson Computer Press. ISBN 1-85032-230-9. Archived from the original on 4 March 2017. Retrieved 29 November 2017.
- Jacky, Jonathan (1997). The Way of Z: Practical Programming with Formal Methods. Cambridge University Press. ISBN 0-521-55976-6.